# Julián Álvarez (Politiker)

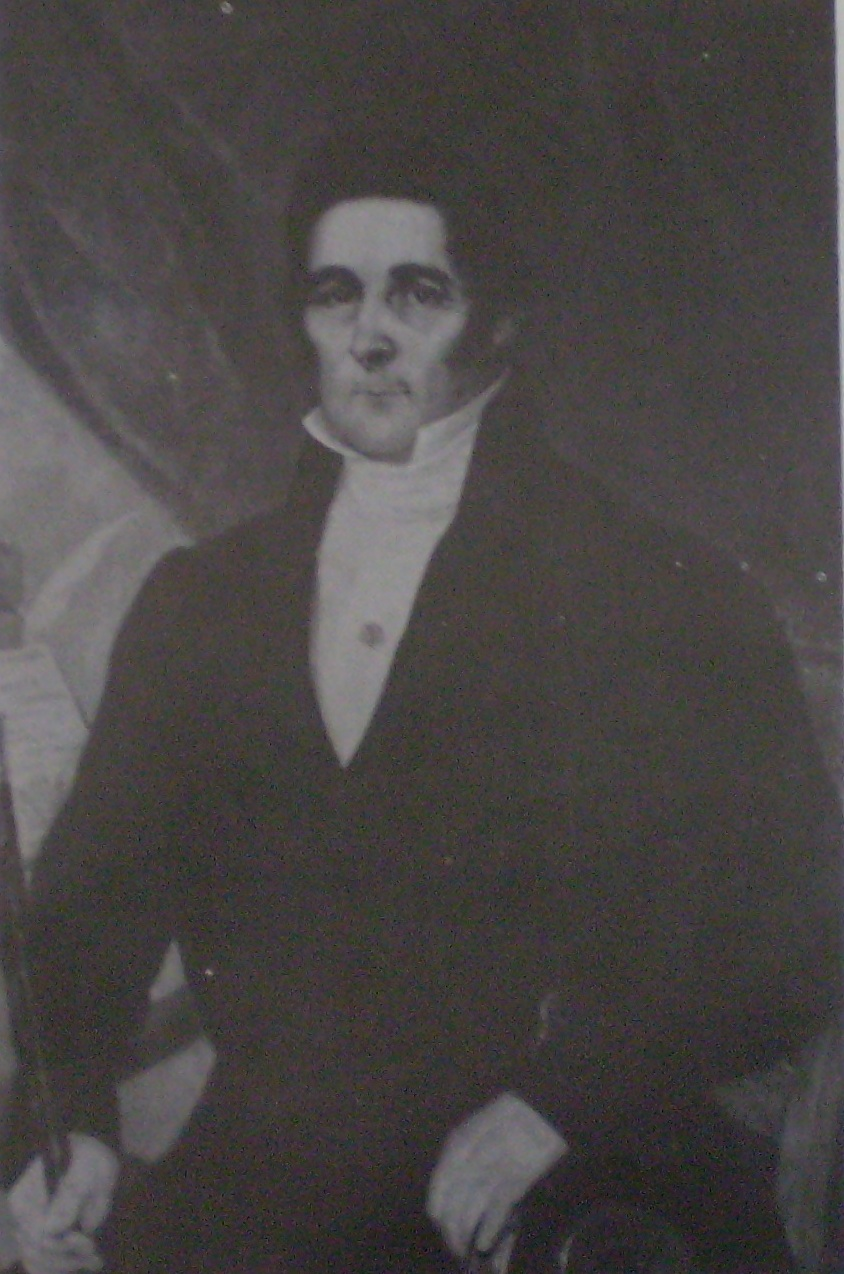
Julián Álvarez

Julián Baltazar Mariano José Luis Álvarez (* 9. Januar 1788 in Buenos Aires; † 1843?) war ein uruguayischer Politiker.
Álvarez gehörte der konstituierenden Nationalversammlung (1828–1830) als Vertreter für San José an. Vom 19. Oktober 1830 bis zum 14. Februar 1834 saß er sodann in der 1. Legislaturperiode für das Departamento Soriano und erneut ab dem 28. Oktober 1841 bis zum 28. November 1843 (4. und 5. Legislaturperiode), dann jedoch für Montevideo, in der Cámara de Representantes. In den Jahren 1841 bis 1843 nahm er dabei die Aufgabe des Kammerpräsidenten wahr. Zwischenzeitlich war er in der 2.,3. und 4. Legislaturperiode (14. Februar 1835 – 14. Juli 1836, 13. Februar 1837 – 12. Juli 1839 und vom 20. Dezember 1839 – 28. Mai 1841) als Senator Vertreter Maldonados in der Cámara de Senadores. Vom 6. März 1854 bis zum 9. Mai desselben Jahres übernahm er laut offizieller Datenbank des uruguayischen Parlaments noch einmal kurzzeitig stellvertretend ein Mandat als Vertreter Montevideos in der Abgeordnetenkammer. Dies steht im Widerspruch zu Quellen, die für ihn 1843 als Todesjahr angeben.